# Моравец, Франтишек
Франтишек Моравец (чеш. František Moravec; 23 июля 1895, Часлав — 26 июля 1966, Вашингтон) — чехословацкий военачальник, чехословацкий легионер в Первую мировую войну, высокопоставленный офицер чехословацкой армии в довоенной Чехословакии. С 1937 года возглавлял чехословацкую военную разведку, с 1940 года бригадный генерал при правительстве в изгнании в Лондоне. Участник чешского движения Сопротивления. После 1945 года вернулся в Чехословакию и служил в армии, в 1948 году бежал в Германию и затем в США.

## Биография
В 1913 году Моравец получил аттестат зрелости и поступил в Карлов университет, где изучал филологию (латынь и французский язык), но был призван в армию. Учился в офицерской школе, откуда был командирован в Венгрию, позднее в звании лейтенанта — в Галицию. Моравец попал в плен к русским, перешёл на их сторону и в 1916 году поступил добровольцем в сербский легион. Принимал участие в боевых действиях на румынском фронте и под Салониками. В марте 1918 года Моравец в составе чехословацкого легиона воевал в Эльзасе. В конце этого года вернулся в Чехословакию и продолжил службу в Пльзене, где он женился. Моравец решил продолжить военную карьеру и в 1925—1928 годах учился в пражской высшей военной школе.
С конца 1929 года Моравец занимал командную должность в отделе разведки военной комендатуры Пльзеня, 30 сентября 1934 года был командирован в генеральный штаб в Праге, где также служил на высокой должности в военной разведке, в так называемом «2-м отделе», возглавляя подотдел, а с 1937 года — в звании полковника на должности заместителя начальника, с января 1939 года — временного начальника разведки. Большим успехом Моравеца в этот период стала вербовка одного и важнейших агентов, офицера немецкого абвера Пауля Тюммеля, известного как агент А-54.
После предупреждения от А-54 о предстоящем так называемом «разгроме оставшейся Чехии» 15 марта 1939 года Моравец за день до этого при помощи британцев бежал вместе с десятью другими сотрудниками и материалами в Лондон. В чехословацком правительстве в изгнании под руководством Эдварда Бенеша Моравец продолжил заниматься разведывательной деятельностью: 1 августа 1940 года он был назначен начальником разведывательного центра министерства обороны, с июня 1941 года — переименованного «2-го отдела». Моравец поддерживал контакты с агентом А-54 и антифашистскими организациями в протекторате Богемии и Моравии и добывал ценную информацию для союзников. Моравец отвечал за подготовку и проведение операции «Антропоид», покушения на Рейнхарда Гейдриха. После 1944 года Моравец являлся заместителем начальника штаба по формированию чехословацкой армии и заместителем главного коменданта в Лондоне. 28 октября 1944 года получил звание бригадного генерала.
В году войны тесно сотрудничал с военной разведкой Красной Армии, передавая ей через советского военного атташе в Лондоне полковника А. Ф. Сизова в интересах общей победы над нацизмом большое количество военной информации.
5 июня 1945 года Моравец вернулся в Чехословакию, но не смог найти себе применение. По заявлениям нескольких министерств под влиянием КПЧ в отношении Моравеца проводились расследования, которые были остановлены только после вмешательства президента Бенеша. Моравец принял решение эмигрировать, что ему удалось 29 марта 1948 года. Некоторое время он работал на полковника армии США Чарльза Катека, сотрудника УСС и Корпуса контрразведки, занимавшегося подготовкой курьеров для работы в Чехословакии. В конце 1954 года Моравец перебрался в США, где до своей смерти работал консультантом и аналитиком в министерстве обороны.
В 1991 году Моравецу было посмертно присвоено звание армейского генерала. В 1999 году его имя было присвоено специальному подразделению чешских вооружённых сил.

## Награды
- Орден Белого льва II степени (2024 год, Чехия, посмертно)[10]

## Труды
- František Moravec: Master of Spies. The Memoirs of General Frantisek Moravec. The Bodley Head Ltd 1975, ISBN 0-370-10353-X
- František Moravec: Špion, jemuž neveřili, Sixty-Eight Publishers, Toronto 1977, ISBN 0-88781-032-2